# Intel 80188

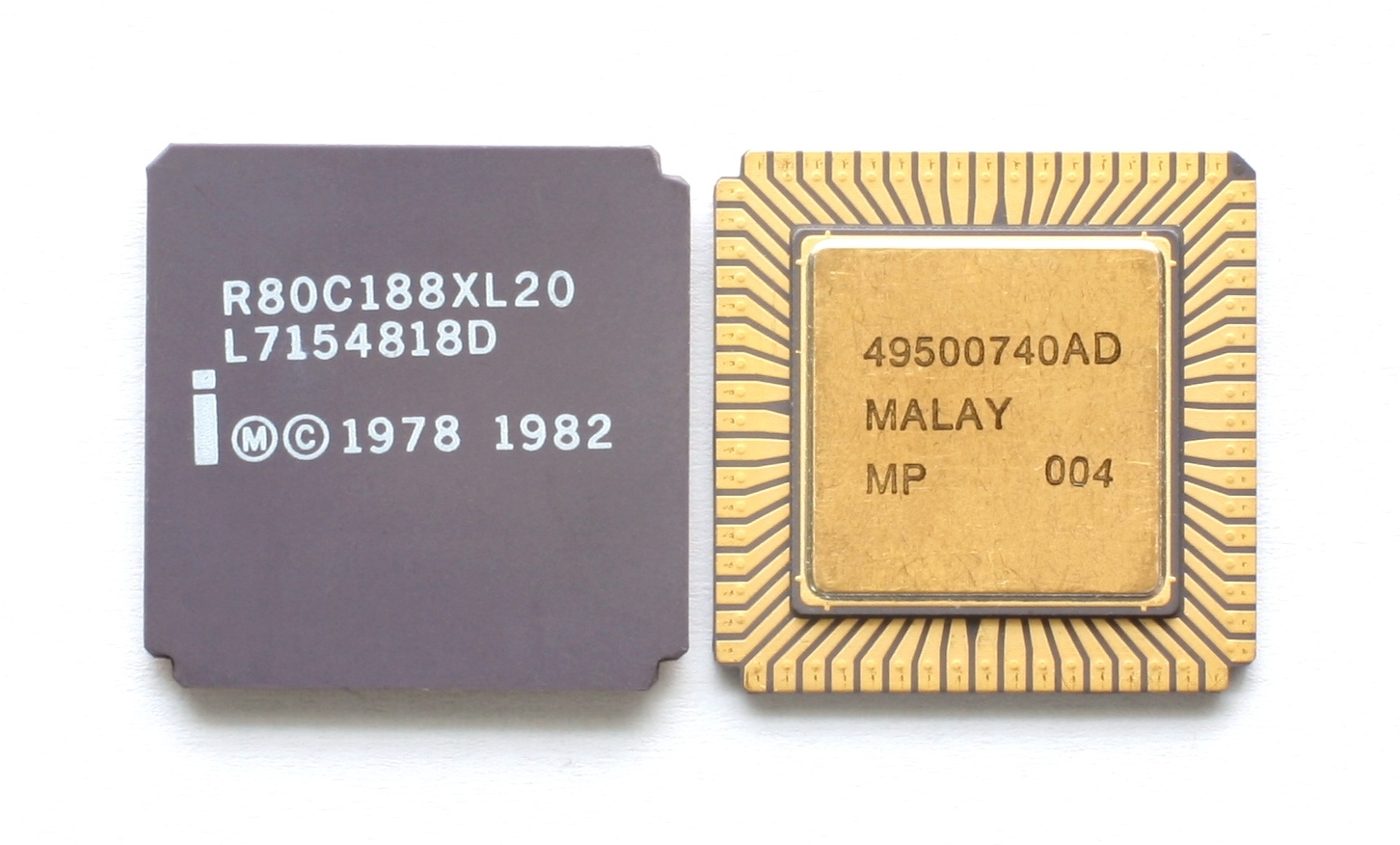
Un microprocesseur Intel 80188XL.

L'Intel 80188 était une version du microprocesseur Intel 80186 avec un bus de donnée externe de 8 bits au lieu de 16. Ceci le rendait moins couteux et plus facile à intégrer sur de petites cartes (tels que pour les systèmes embarqués en tant que microcontrôleurs avec de la mémoire externe). Il avait une capacité de traitement d'un million d'instructions par seconde.